# Ami Selection
『Ami Selection』（アミ・セレクション）は、2011年12月7日 に発売された日本の歌手・鈴木亜美のエイベックス移籍後、初のベスト・アルバム。avex traxよりリリース。

## 概要
- TRUE KiSS DiSCから発売された「FUN for FAN」以来10年半振りに発売された。
- 「CD+DVD」、「CDのみ」の計2形態での発売となった。配信のみに新曲である「Future」が16曲目に収録されているが、公式HPでは記載されていない。
- 鈴木あみ時代のシングルは全てリテイクされ収録されている。クレジット上は当時のままだが久保こーじがリアレンジを全てを担当。

## 収録曲
1. love the island
作詞：小室哲哉 & MARC　作曲・編曲：小室哲哉
1stシングル。リテイク
2. alone in my room
作詞：小室哲哉 & MARC　作曲・編曲：小室哲哉
2ndシングル。リテイク
3. all night long
作詞：小室哲哉 & MARC　作曲・編曲：小室哲哉
3rdシングル。リテイク
4. white key
作詞：MARC & 小室哲哉　作曲・編曲：久保こーじ & 小室哲哉
4thシングル。リテイク
5. Don't leave me behind
作詞：MARC・鈴木あみ　作曲：小室哲哉  編曲：久保こーじ & 小室哲哉
6thシングル『Don't leave me behind/Silent Stream』の1曲目。リテイク
6. BE TOGETHER
作詞：小室みつ子 作曲・編曲：小室哲哉
7thシングル。リテイク
7. OUR DAYS
作詞：小室みつ子  作曲・編曲：小室哲哉
8thシングル。リテイク
8. Don't need to say good bye
作詞：鈴木あみ・小室哲哉 & 小室みつ子 　作曲・編曲：小室哲哉
10thシングル。リテイク
9. 強いキズナ
作詞：鈴木亜美　作曲：横山輝一
ミニ写真集+音楽CDシングル。アルバム初収録。
10. Delightful
作詞：鈴木亜美　作曲：渡辺徹 　編曲：Axel Konrad
13thシングル。
11. ねがいごと
作詞：鈴木亜美　作曲：鈴木大輔 　編曲：中村康就
15thシングル。
12. Alright!
作詞：鈴木亜美　作曲：渡辺和紀 　編曲：HΛL
19thシングル。
13. FREE FREE
作詞：中田ヤスタカ　作曲：中田ヤスタカ 　編曲：中田ヤスタカ
コラボレーション企画“join”4thシングル。(24thシングル)　鈴木亜美 joins 中田ヤスタカ 名義
14. Reincarnation
作詞：日之内エミ　作曲：日之内エミ、☆Taku Takahashi 　編曲：☆Taku Takahashi、縄田寿志
28thシングル。アルバム初収録。
15. KISS KISS KISS
原作詞・作曲：Brann, Camp, Johnson 　日本語詞：鈴木亜美
Ananda Projectのカバー
29thシングル『KISS KISS KISS/aishiteru...』の1曲目。アルバム初収録。
16. Future
作詞：leonn　作曲：日比野裕史 　編曲：渡辺徹
配信限定のみに収録しているボーナストラック。次作『Snow Ring』に初CD化して収録。

### 初回限定盤DVD
1. Delightful (Music Clip)
2. ねがいごと (Music Clip)
3. Alright! (Music Clip)
4. FREE FREE (Music Clip)
5. Reincarnation (Music Clip)
6. KISS KISS KISS (Music Clip)
7. BE TOGETHER (Live)
8. white key (Live)
9. Don't leave me behind (Live)
10. Nothing Without You (Live)
11. Don't need to say good bye (Live)
12. 特典映像「焼き肉屋での人生初のアルバイト企画映像」